# Parapallene longipes
Parapallene longipes là một loài nhện biển trong họ Callipallenidae. Loài này thuộc chi Parapallene. Parapallene longipes được miêu tả khoa học năm 1938 bởi Calman.